# جون موراي أندرسون
جون موراي أندرسون هو كاتب أغاني وكاتب سيناريو ومخرج كندي، ولد في 20 سبتمبر 1886، وتوفي في 30 يناير 1954.

## وصلات خارجية
- جون موراي أندرسون على موقع IMDb (الإنجليزية)
- جون موراي أندرسون على موقع قاعدة بيانات برودواي على الإنترنت (الإنجليزية)
- جون موراي أندرسون على موقع قاعدة بيانات الفيلم (الإنجليزية)